# Relations entre le Saint-Siège et l'Union européenne
Les relations entre le Saint-Siège et l'Union européenne (parfois désigné, par raccourci,  comme étant les relations entre l’Union et le Vatican) se justifient par le rôle tenu par l'Église catholique dont le Saint-Siège est l'institution suprême, dans l'histoire et la diplomatie non seulement européenne mais mondiale ainsi que par la souveraineté du Saint-Siège sur l'État de la Cité du Vatican, par ailleurs enclavé dans l'UE.

## Coopération
Le Saint-Siège entretient des relations diplomatiques avec tous les pays de l'Union européenne.
D'après les critères de Copenhague, qui définissent quels États sont éligibles pour rejoindre l'Union, un candidat doit être une démocratie à économie de marché. Étant donné que le Saint-Siège n'est pas un Etat, il ne peut en faire directement partie. Quant à l'Etat de la Cité du Vatican, il s'agit d'une monarchie élective polysynodale, dont le corps civique (les citoyens vaticanais) ne participe pas nécessairement au gouvernement (par exemple, seuls les citoyens vaticanais qui sont cardinaux électeurs  participent à l’élection du souverain pontife). Par conséquent, elle ne répond pas à ce critère. Pourtant Paneurope, le livre manifeste de Coudenhove-Kalergi qui relança l'idée d'une intégration européenne, prévoyait que le Saint-Siège soit membre de cette union.
Le Saint-Siège, bien que ne pouvant agir comme une puissance politique partisane, a toujours soutenu l'intégration politique de l'Europe, quoique de manière différenciée en fonction des pontificatsd'un fédéralisme déclaré à un soutien moins précis en ce qui concerne la future nature de l'union politique. En cela la papauté soutient les efforts de la très grande majorité de la démocratie chrétienne européenne.
De par sa taille et sa position géographique, l'État de la Cité du Vatican, siège territorial du Saint-Siège, est fortement lié à l'UE. La frontière du Vatican et de l'Union est ouverte et le Vatican cherche à rejoindre le système d'information Schengen. L'État utilise aussi l'euro comme monnaie au titre d'un accord avec l'Union. L'Union a donné à l'Italie l'autorité pour négocier un accord avec le Vatican en 2000 qui l'autorisait à émettre un maximum de 670 000 € (avec face propre au Vatican). Après une révision, un nouvel accord est entré en vigueur en 2010 autorisant le Vatican à frapper un million d'euros par an (plus 300 000 € supplémentaires en cas d'occasion spéciale).
Le Vatican ne fait pas partie de l'union douanière de l'Union européenne ni de la « zone TVA ».

## Représentations

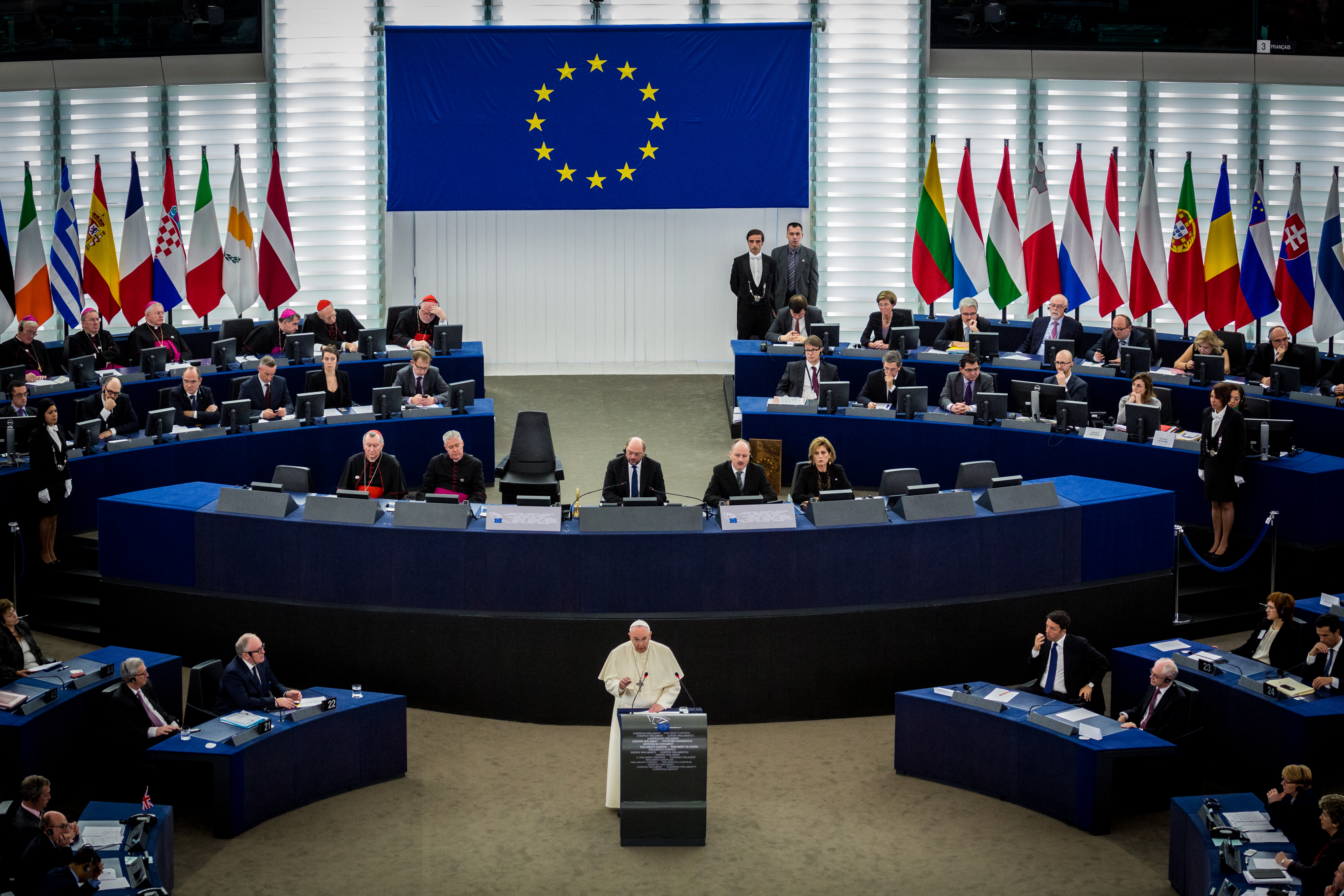
Visite du pape François au Parlement européen de Strasbourg en 2014.

Le premier représentant du Saint-Siège, un nonce apostolique, fut accrédité auprès de la Communauté européenne en 1970. 
En 2009, après l'entrée en vigueur du traité de Lisbonne qui transfère la personnalité juridique de la Communauté européenne à l'Union européenne, le nonce apostolique est accrédité auprès de l'Union européenne. 
La représentation de l'Union européenne près le Saint-Siège est également assurée. Cependant, alors que le Saint-Siège a accrédité un nonce apostolique près la Communauté européenne dès 1970, la représentation de la Communauté puis de l'Union près le Saint-Siège n'a été officialisée qu'en 2006.

## Points de tension
Les points de tension particulièrement médiatisés dans les relations entre l’Union, ou certaines de ses institutions, et le Vatican sont  :
- un désaccord interne à l'Union sur l'opportunité d'inclure une référence à l'héritage chrétien  de l’Europe dans le traité établissant une Constitution pour l'Europe[5] en 2004 ;
- le refus par une commission du Parlement (27 voix contre 26 de voter la confiance à Rocco Buttiglione au poste de commissaire européen à la justice à la liberté et la sécurité  en 2004 car il soutenait à titre personnel le jugement de l'église catholique sur l’homosexualité[6] ;
- le règlement issu du rapport Sandbæk (en) de 2003, augmentant les fonds pour le financement de l'avortement[7] dans des pays en développement ;
- le financement de recherches sur les cellules souches par l’Union européenne[8] en 2006 ;
- l'adoption par le Parlement d'une motion[9](texte exprimant une opinion sans caractère contraignant) appelant à la reconnaissance d'une forme d'union civile entre personne de même sexe dans l’ensemble de l'Union européenne[10] en 2006.